# Boadicée (film, 1927)
Pour plus de détails, voir Fiche technique et Distribution.
Boadicée (Boadicea) est un film britannique réalisé par Sinclair Hill, sorti en 1927.

## Synopsis
La rébellion de la reine Boadicée contre l'invasion romaine au Ier siècle apr. J.-C..

## Fiche technique
- Titre original : Boadicea
- Titre français : Boadicée
- Réalisation : Sinclair Hill
- Scénario : Sinclair Hill, Anthony Asquith
- Décors : Walter Murton
- Photographie : Jack Parker
- Production : H. Bruce Woolfe
- Société de production : British Instructional Films
- Société de distribution : New Era
- Pays d'origine :  Royaume-Uni
- Langue originale : anglais
- Format : Noir et blanc  — 35 mm — 1,33:1 — Film muet
- Genre : Film biographique
- Durée : 2 564 mètres
- Dates de sortie : Royaume-Uni : 5 septembre 1927

## Distribution
- Phyllis Neilson-Terry : La reine Boadicée
- Lillian Hall-Davis : Emmelyn
- Clifford McLaglen : Marcus
- Sybil Rhoda : Blondicca
- Fred Raynham : Badwallon
- Clifford Heatherley : Catus Decianus
- Humberston Wright : Prasutagus
- Edward O'Neill : Caradoc
- Cyril McLaglen : Madoc
- Roy Raymond : Burrus
- Wally Patch

## Autour du film
- Anthony Asquith a assuré également les cascades à la place de Phyllis Neilson-Terry, et il a aussi participé au montage[1].